# Platyrinchus
Platyrinchus, del griego clasico πλατύς (platús), "plano", y ῥύγχος (rhúnkhos), "hocico", es un género de aves paseriformes perteneciente a la familia Tyrannidae que agrupa a especies nativas de la América tropical (Neotrópico), cuyas áreas de distribución se encuentran desde el sur tropical de México, a través de América Central y del Sur, incluyendo Trinidad y Tobago, hasta el noreste de Argentina. A sus miembros se les conoce por el nombre vulgar de picoplanos y también picochatos, piquichatos y picos-de-pala, entre otros.

## Etimología
El nombre genérico Platyrinchus proviene del griego clasico πλατύς (platús), "plano", y ῥύγχος (rhúnkhos), "hocico".

## Características
Las aves de este género son tiránidos pequeños, midiendo entre 9 y 12,5 cm de longitud, de colas cortas y picos excepcionalmente anchos y planos encontrados en el sotobosque dentro de selvas húmedas (no en los bordes) principalmente de baja altitud (aunque dos especies son más montanas). Los picoplanos son inconspicuos y tienden a permanecer solitarios y callados en perchas desde donde a menudo se lanzan a la caza de insectos. Los sexos se parecen, a pesar de que la mancha en la corona semi-oculta que todos exhiben son menores o ausentes en las hembras.

## Taxonomía
El género Platyrinchus fue propuesto por el zoólogo francés Anselme Gaëtan Desmarest en 1805, con Platyrinchus fuscus como especie tipo, en realidad un sinónimo posterior de Todus platyrhynchos Gmelin, 1788, actualmente Platyrinchus platyrhynchos.
El grupo de subespecies Platyrinchus mystaceus albogularis, ampliamente distribuido desde Costa Rica, y a lo largo de los Andes hasta el centro de Bolivia, es considerado como especie separada de P. mystaceus por Aves del Mundo (HBW) y Birdlife International (BLI) con base en diferencias de plumaje y de vocalización.
Los amplios estudios genético-moleculares realizados por Tello et al. (2009) descubrieron una cantidad de relaciones novedosas dentro de la familia Tyrannidae que todavía no están reflejados en la mayoría de las clasificaciones. Siguiendo estos estudios, Ohlson et al. (2013) propusieron dividir Tyrannidae en cinco familias, entre las cuales Platyrinchidae Bonaparte, 1854 agrupando a tres géneros entre los cuales Platyrinchus, junto a Calyptura y Neopipo. El Comité Brasileño de Registros Ornitológicos (CBRO) sitúa el presente género en dicha familia Platyrinchidae, mientras que el Comité de Clasificación de Sudamérica (SACC) aprobó su colocación en una subfamilia Platyrinchinae en la Propuesta No 827 Parte C.

## Lista de especies
De acuerdo con las clasificaciones del Congreso Ornitológico Internacional (IOC) y Clements Checklist, agrupa a las siguientes especies, con su respectivo nombre común de acuerdo con la Sociedad Española de Ornitología (SEO):
| Imagen | Nombre científico                    | Autor                       | Nombre común                    | Estado de conservación | Distribución |
| ------ | ------------------------------------ | --------------------------- | ------------------------------- | ---------------------- | ------------ |
|        | Platyrinchus saturatus               | Salvin & Godman, 1882       | picoplano cresticanela          | LC                     |              |
|        | Platyrinchus cancrominus             | P.L. Sclater & Salvin, 1860 | picoplano rabón                 | LC                     |              |
|        | Platyrinchus mystaceus               | Vieillot, 1818              | picoplano bigotudo              | LC                     |              |
|        | Platyrinchus (mystaceus) albogularis | P.L. Sclater, 1860          | (picoplano bigotudo occidental) | LC                     |              |
|        | Platyrinchus coronatus               | P.L. Sclater, 1858          | picoplano coronado              | LC                     |              |
|        | Platyrinchus flavigularis            | P.L. Sclater, 1862          | picoplano gorgiamarillo         | LC                     |              |
|        | Platyrinchus platyrhynchos           | (Gmelin, 1788)              | picoplano crestiblanco          | LC                     |              |
|        | Platyrinchus leucoryphus             | Wied-Neuwied, 1831          | picoplano alirrufo              | VU                     |              |